# Ситников, Герман Борисович
Ге́рман Бори́сович Си́тников (6 августа 1932, рп. Асбест, Уральская область, РСФСР, СССР — 26 февраля 2022, Москва, Россия) — советский артист балета и педагог, солист, позднее педагог-репетитор Большого театра, заслуженный артист РСФСР (1972).

## Биография
Окончил Московское хореографическое училище по классу педагога Асафа Мессерера, после чего был принят в балетную труппу Большого театра, где танцевал с 1951 по 1973 год.
В 1952—1955 годах преподавал в Московском хореографическом училище. В 1960 году вступил в КПСС.
В 1971 году осуществил в Улан-Баторе постановку балета В. И. Вайнонена «Пламя Парижа». С 1973 года — педагог-репетитор Большого театра. В 1975 году окончил Институт театрального искусства (курс педагога Николая Тарасова), получив высшее образование по специальности «педагог-балетмейстер». В 2008 году вышел на пенсию.

## Репертуар
- Каменный цветок — Молодой цыган
- Щелкунчик — Король мышей
- Жизель — Ганс
- Лебединое озеро — Злой гений
- Сказка о Солдате и Чёрте — Чёрт
- Половецкие пляски (опера "Князь Игорь) — Куман
- Лейли и Меджнун — Ибн-Салом
- Легенда о любви — Визирь
- Бахчисарайский фонтан — Хан Гирей
- Ромео и Джульетта — Тибальт
- характерные танцы в балетах «Лебединое озеро», «Щелкунчик»

## Награды
- два ордена «Знак Почёта» (15.09.1959, 25.05.1976[2]).
- Медаль ордена «За заслуги перед Отечеством» II степени (22.03.2001)[3]
- Звание «Заслуженный артист РСФСР» (18.08.1972)